# خارطة اللسان

أسطورة خارطة اللسان. يعني 1 الأذواق المريرة، 2 الأذواق الحامضة، 3 الأذواق المالحة، و 4 الأذواق الحلوة.

خريطة اللسان أو خريطة التذوق هي معتقد خاطئ مفادها أن أجزاء مختلفة من اللسان هي المسؤولة بشكل حصري عن الأذواق الأساسية المختلفة. ويتضح ذلك من خلال خريطة توضيحية للسان، مع أجزاء معينة من اللسان وصفت لكل ذوق. على الرغم من ذلك يدرس في المدارس على نطاق واسع، هذا وقد تم إثبات أنها خاطئة علميا في وقت لاحق،  فكل أحاسيس التذوق تأتي من جميع المناطق في السان، على الرغم من أن بعض الأجزاء تكون أكثر حساسية لبعض الأذواق.

## تاريخها
النظرية وراء هذه الخريطة نشأت من ورقة مكتوبة من قبل عالم النفس في جامعة هارفارد (D.P Hanig)، التي ترجمتها صحيفة ألمانية، Zur Psychophysik des Geschmackssinnes، التي كتبت في عام 1901. وتتمثل البيانات بوضوح في ورقة سابقة اقترحت أن كل جزء من اللسان يتحسس ذوقا واحد بالضبط.
وأظهرت الورقة الاختلافات الدقيقة في مستويات الكشف عن الحد الأقصى في أنحاء اللسان، ولكن تم أخذ هذه الاختلافات في وقت لاحق خارج سياقها وأساءوا فهم الاختلاف الدقيقة دون مراعاة الحد الأقصى في الكتب المدرسية على أنها الفرق في الحساسية.
في حين أن بعض مناطق من اللسان قد تكون قادرة على الكشف عن بعض الأذواق قبل المناطق الأخرى، ولكن جميع المناطق جيدة على حد سواء في نقل أحاسيس جميع الأذواق. قد تختلف حساسية في بعض أنحاء اللسان، ولكن شدة الإحساس لاتختلف.
وتضمنت الورقة نفسها مخطط توزيع براعم التذوق التي أظهرت «حزام التذوق».
في عام 1974، حققت فرجينيا كولينجس (Virginia Collings) في الموضوع مرة أخرى، وأكدت أن كل الأذواق موجودة على جميع مناطق من اللسان.

## حزام التذوق
أسيئ تفسير الرسم البياني في المقالة عام 1901  التي أثارت هذه الأسطورة حيث يظهر براعم التذوق عند الإنسان التي وزعت في «حزام التذوق» على طول اللسان.
وقبل ذلك، كان قد أ. هوفمان (A. Hoffmann) قد خلص في عام 1875، أن المركز الظهري للسان البشري له من الناحية العملية أي حليمات كمنية وبراعم الذوق، وكان هذا الاكتشاف من المخطط أن يوضح.